# Banda Femenil Mujeres Del Viento Florido
Mujeres del Viento Florido es una banda femenil regional oaxaqueña, formada en 2006 por 40 mujeres de diferentes comunidades del estado de Oaxaca, en su mayoría de la región Sierra Norte y Valles Centrales, es reconocida por ser una de las pocas bandas exclusivas de mujeres en un género tradicionalmente interpretado por hombres.

## Historia
Leticia Gallardo Martínez, originaria de Santa María Tlahuitoltepec, inició en la música en el Centro de Capacitación Musical y Desarrollo de la Cultura Mixe y se percató de las dificultades a las que se enfrentan las mujeres, conforme crecen, en la interpretación. Esto se endurece cuando las mujeres se casan.
Cuando ya empiezas a caminar en este ámbito musical, resulta que te vas dando cuenta que no era normal lo que yo estaba haciendo; en pocas palabras, que no había tantas mujeres, ibas a las comunidades a tocar y no había realmente mujeres en las bandas. Entonces, cuando se empieza a dar una serie de cuestiones, como siempre en una comunidad es difícil, los señalamientos, por qué una mujer está tocando, ella debería de estar en su casa, cuando tu estás rompiendo con algo es normal que vengan estas reacciones. No era normal que una mujer estuviera en una banda filarmónica, menos en una comunidad.
Leticia se convirtió en maestra y en directora de la banda, en 2009 junto con otras mujeres recrearon un espacio para demostrar que también las mujeres podían trascender en la música tradicional oaxaqueña. 
Eligieron el nombre de Mujeres del Viento Florido, que proviene del ayuujk que significa “palabra florida”.
Se han presentado en diferentes ciudades de México y uno de sus lugares frecuentes para tocar es en el foro Bajo el laurel en el zócalo de Oaxaca.
En 2018 se organizó el Primer Encuentro de Mujeres Músicas en la Sierra Mixe de Oaxaca en el que se impartieron talleres, espacios de diálogo y escucha así como de intercambio entre músicas, académicas y activistas con el fin de entretejer redes de trabajo y aprendizaje a partir de la cual, según la música y etnomusicólogas D  

Dra. Xóchitl Chávez y Maestra Mercedes Payán, se visibiliron dos dimensiones :
1) como una semilla para establecer una pedagogía de lo femenino en las bandas filarmónicas; y 2) como la construcción de un sujeto colectivo que, a través de la revisión de su historicidad y genealogía, reflexiona sobre las mujeres que se han abierto espacio en el campo de la participación pública a través de la actividad musical, que ocupa un lugar político dentro de la estructura del sistema normativo interno o sistema de cargos. Ambas dimensiones se pueden condensar en la conciencia histórica y política de estas mujeres, de manera que puedan guardar la huella de largo aliento de sus acciones, así como las de sus antecesoras, para no volver a partir desde el punto de inicio, sino valorar lo que hasta ahora se ha conseguido.

## Discografía
- Mujeres
- Viento florido: homenaje a compositores tradicionales oaxaqueños.[8][9][10]

## Colaboraciones
- Se va la vida con Mon Laferte[11]
- Mujercita Músico con Lila Downs[12]